# Hoplotarache dileuca
Hoplotarache dileuca là một loài bướm đêm trong họ Noctuidae.